# مگس‌پرانی (فیلم)
مگس‌پرانی (انگلیسی: Drawing Flies) فیلمی کمدی محصول سال ۱۹۹۶ است که توسط ویو اسکیو پروداکشنز، شرکت متعلق به کوین اسمیت، تهیه شده است. این فیلم را مالکولم اینگرم و مت گیسینگ نوشته، کارگردانی و تدوین کرده‌اند، و پشتیبانی مالی آن را اسمیت و اسکات موژر بر عهده داشتند. این فیلم نخستین نقش اصلی جیسون لی در یک اثر سینمایی بود. عنوان فیلم از نام یکی از ترانه‌های گروه ساوندگاردن، از آلبوم بدموتورفینگر گرفته شده است.

## نام فیلم
عنوان «Drawing Flies» بازی زبانی‌ای است با معانی چندگانه که هم به‌صورت مستقیم و هم استعاری می‌توان آن را تفسیر کرد.
از یک سو، به‌معنای واقعی، اشاره دارد به چیزی یا کسی آن‌قدر بی‌حرکت و بی‌جان (مانند جسد) که مگس دورش جمع می‌شود؛ از سوی دیگر، در زبان محاوره به معنای «هیچ‌کس را جذب نکردن» هم به‌کار می‌رود، مثل نمایشی که تماشاگر ندارد.
این عنوان، در چارچوب جهان سینمایی کوین اسمیت، به‌خوبی بازتاب‌دهندهٔ مضمون‌های یأس، بی‌هدفی و تلاش بی‌ثمر شخصیت‌ها برای معنا یافتن است. فیلم دربارهٔ گروهی جوان بیکار است که در جست‌وجوی پاگنده راهی جنگل می‌شوند، اما این سفر بیشتر به یک سرگشتگی درونی و توهم‌آلود بدل می‌شود. در نتیجه، نام فیلم به‌شکلی کنایه‌آمیز بر بی‌تحرکی، بی‌معنایی و رکود تأکید دارد که کاملاً با فضای داستان هم‌راستاست.

## خلاصه داستان
پس از قطع شدن کمک‌هزینهٔ دولتی، «دانر» (جیسون لی) چهار هم‌خانهٔ بیکار و بی‌پول خود را به مهمانی‌ای می‌برد که باقی‌ماندهٔ پولشان را صرف ورودی آن می‌کنند و در آنجا نشئه می‌شوند. پس از اخراج از خانه، تصمیم می‌گیرند برای یافتن کلبه‌ای در دل جنگل که به عموی دانر تعلق دارد، راهی سفر شوند. اما وقتی خودروی آن‌ها خراب می‌شود، در جنگل سرگردان می‌مانند، بی‌آن‌که آب، غذا یا حتی مسیر را بدانند. سرانجام دانر به دوستانش می‌گوید که هدف واقعی‌اش از این سفر، یافتن پاگنده است. دوستانش تصور می‌کنند او دیوانه شده. میان آن‌ها تنش پیش می‌آید. دانر اصرار دارد که چیزی را یافته، اما دیگران او را جدی نمی‌گیرند. ماجرا زمانی بدتر می‌شود که در دل جنگل با پدیده‌هایی عجیب و خطرناک مواجه می‌شوند؛ در جست‌وجوی پاگنده و نیز کورسویی از آینده. در پایان، دانر واقعاً پاگنده را می‌یابد و شبی را کنار آتش با او (و دیگرانی) سپری می‌کند.

## بازیگران
- جیسون لی، در نقش دانر
- جیسون موس: اَز
- رنی هامفری: مگ
- کارمن لیولین: کسیدی
- مارتین بروکس: جیک
- اسکات موژر: دیپرمن
- کوین اسمیت: (با نام باب ساکت) جان
- اتان سوپلی: (با نام ویلام بلک) اتان
- جوی لورن آدامز: دختر هیپی